# Spinaria aliciae
Spinaria aliciae är en stekelart som beskrevs av Turner 1917. Spinaria aliciae ingår i släktet Spinaria och familjen bracksteklar. Inga underarter finns listade i Catalogue of Life.